# One More Night (canción de Sandra)
«One More Night» es el tercer y último sencillo extraído del álbum de Sandra Paintings in Yellow, y sólo logró ser un relativo éxito en Alemania. El tema de la cara B, «The Journey», apareció igualmente en el mismo álbum.
La música de «One More Night» fue compuesta por Michael Cretu y Frank Peterson, y su letra fue escrita por Michael Cretu y Klaus Hirschburger. La carátula del sencillo fue diseñada por Mike Schmidt (Ink Studios) y la fotografía fue tomada por Stefan Langner.
No entró en el top 20 alemán. La posición más alta que había alcanzado fue el puesto número 31.

## Sencillo
- Sencillo 7"

A: «One More Night» (Versión sencillo) - 3:41
B: «The Journey» (Edit) - 2:42
- Sencillo 12"

A1: «One More Night» (Versión extendida) - 5:08
A2: «One More Night» (Versión sencillo) - 3:41
B: «The Journey» (Álbum Versión) - 7:27
- CD maxi

1. «One More Night» (Versión sencillo) - 3:41
2. «The Journey» (Álbum Versión) - 7:27
3. «One More Night» (Versión extendida) - 5:08

## Posiciones
| País (1990) | Puesto alcanzado |
| ----------- | ---------------- |
| Alemania    | 31               |